# Вера Коуи
Вера Коуи (на английски: Vera Cowie) е английска писателка на произведения в жанра любовен роман. Публикувана е в САЩ и с псевдонима Сара Съдърланд (Sarah Sutherland).

## Биография и творчество
Вера Коуи е родена през 1928 г. в Саут Шийлдс, Тайн и Уиър, Англия. Започва да пише първия си любовен роман още на 12 години, но не успява да го завърши.
Опитва да пише в продължение на 20 години. Първият ѝ любовен роман е публикуван през 1976 г. Въпреки неговия успех тя продължава да работи като брокер в застрахователна компания. След като се пенсионира от там се посвещава изцяло на писателската си кариера.
Вера Коуи живее в Бишъпс Стортфорд в Хартфордшър.

## Произведения

### Самостоятелни романи
- Girl Friday to Gladys Aylward (1976)
- Богати и могъщи, The Rich and the Mighty (1981)
- Злата и красивата, The Bad and the Beautiful (1985)
- Games (1986)
- Богатство и сълзи, Fortunes (1986)
- Secrets (1989)
- Блясъкът на славата, Face Value (1990)
- Двойствен живот, A Double Life (1992)
- A Girl's Best Friend (1993)
- Unsentimental Journey (1994)
- Memories (1996)
- That Summer in Spain (1997)
- Испански романс, The Devil You Know (1997)
- Designing Woman (1999)
- Сянката на любовта, Shades of Love (1999)
- No Bed of Roses (2000)
- The Guarded Heart (2000)